# ناصر الدين نظام الملك
نظام الملك ناصر الدين محمد بن صالح، كان وزيرا للسلطان محمد خوارزم شاه الثاني. جعله السطان محمد وزيرا لنفسه بإلحاح أمه تركان خاتون ولكن بسبب عدم كفائته، عزله السلطان سنة 614 هـ.
غادرت تركان خاتون أم السلطان محمد عاصمة خوارزم غرغانج قبل سقوطها برفقة وزيرها ناصر الدين نظام الملك، مع كل كنوزها وأموالها الملكية، ولجأت إلى حصن في لاريجان. وحاصر المغول الحصن في بداية سنة 617 هـ، واستسلم الحصن بسبب نقص المياه فوقع تركان خانون ونظام الملك بيد جنكيز وقتل جنكيز نظام الملك.